# 小卡克沙河
小卡克沙河（羅馬化：Malaya Kaksha）是伏尔加河流域韦特卢加河左支流，流经俄罗斯下诺夫哥罗德州。长91（57英里），流域面积1,190平方（460平方英里）。发源于下诺夫哥罗德州的沙伊吉诺镇西侧不远处，在韦特卢加市东北约8.25公里处注入韦特卢加河，沿岸聚居地有马卡罗沃、赫梅列维齐、克拉斯诺戈尔村。最长支流沙拉河长37公里。

## 支流
小卡克沙河有以下支流（按距河口的距离排列）：
- 库利亚纳河（Куляна，距河口22公里）
- 瓦赫坦河（Вахтан，距河口29公里）
- 帕赫努季哈河（Пахнутиха，距河口32公里）
- 切尔库沙河（Черкуша，距河口36公里）
- 赫梅廖夫卡河（Хмелёвка，距河口37公里）
- 别廖佐夫卡河（Берёзовка，距河口41公里）
- 斯韦恰河（Свеча，距河口46公里）
- 沙拉河（Шара，距河口50公里）